# Fußball-Weltmeisterschaft 2006/Mexiko
Die mexikanische Fußballnationalmannschaft bei der Fußball-Weltmeisterschaft 2006 in Deutschland. Das mexikanische WM-Quartier war das Hotel Freizeit In in Göttingen.

## Qualifikation

### Erste Runde
|  | Dominica – Mexico |  | 0:10 / 0:8 |

### Zweite Runde
|  | Trinidad und Tobago – Mexiko |  | 1:3 |
|  | Mexiko – St. Vincent         |  | 7:0 |
|  | St. Vincent – Mexiko         |  | 0:1 |
|  | Mexiko – Trinidad und Tobago |  | 3:0 |
|  | St. Kitts – Mexiko           |  | 0:5 |
|  | Mexiko – St. Kitts           |  | 8:0 |

### Dritte Runde
|  | Costa Rica – Mexiko          |  | 1:2 |
|  | Mexiko – USA                 |  | 2:1 |
|  | Panama – Mexiko              |  | 1:1 |
|  | Guatemala – Mexiko           |  | 0:2 |
|  | Mexiko – Trinidad und Tobago |  | 2:0 |
|  | Mexiko – Costa Rica          |  | 2:0 |
|  | USA – Mexiko                 |  | 2:0 |
|  | Mexiko – Panama              |  | 5:0 |
|  | Mexiko – Guatemala           |  | 5:2 |
|  | Trinidad und Tobago – Mexiko |  | 2:1 |

## Mexikanisches Aufgebot
| Nr.               | Name                         | Verein vor WM-Beginn  | Geburtstag | Spiele   | Tore     |          |          |          |          |
| Torhüter          | Torhüter                     | Torhüter              | Torhüter   | Torhüter | Torhüter | Torhüter | Torhüter | Torhüter | Torhüter |
| ----------------- | ---------------------------- | --------------------- | ---------- | -------- | -------- | -------- | -------- | -------- | -------- |
| 1                 | Oswaldo Sánchez              | Deportivo Guadalajara | 21.09.1973 | 4        | 0        | 0        | 0        | 0        |          |
| 12                | Jesús Corona                 | UAG Tecos             | 26.01.1981 | 0        | 0        | 0        | 0        | 0        |          |
| 13                | Guillermo Ochoa              | Club América          | 13.07.1985 | 0        | 0        | 0        | 0        | 0        |          |
| Abwehrspieler     |                              |                       |            |          |          |          |          |          |          |
| 2                 | Claudio Suárez               | CD Chivas USA         | 17.12.1968 | 0        | 0        | 0        | 0        | 0        |          |
| 3                 | Carlos Salcido               | Deportivo Guadalajara | 02.04.1980 | 4        | 0        | 1        | 0        | 0        |          |
| 4                 | Rafael Márquez               | FC Barcelona          | 13.02.1979 | 4        | 1        | 2        | 0        | 0        |          |
| 5                 | Ricardo Osorio               | CD Cruz Azul          | 30.03.1980 | 4        | 0        | 0        | 0        | 0        |          |
| 15                | José Antonio Castro González | Club América          | 11.08.1980 | 2        | 0        | 1        | 0        | 0        |          |
| 16                | Mario Méndez                 | CF Monterrey          | 01.06.1979 | 4        | 0        | 0        | 0        | 0        |          |
| 22                | Maza                         | Deportivo Guadalajara | 20.10.1981 | 1        | 0        | 1        | 0        | 0        |          |
| Mittelfeldspieler |                              |                       |            |          |          |          |          |          |          |
| 6                 | Gerardo Torrado              | CD Cruz Azul          | 30.04.1979 | 3        | 0        | 2        | 0        | 0        |          |
| 7                 | Zinha                        | Deportivo Toluca      | 23.05.1976 | 4        | 1        | 1        | 0        | 0        |          |
| 8                 | Pável Pardo                  | Club América          | 26.07.1976 | 4        | 0        | 0        | 0        | 0        |          |
| 11                | Ramón Morales                | Deportivo Guadalajara | 10.10.1975 | 2        | 0        | 0        | 0        | 0        |          |
| 14                | Gonzalo Pineda               | Deportivo Guadalajara | 19.10.1982 | 4        | 0        | 1        | 0        | 0        |          |
| 18                | Andrés Guardado              | CF Atlas              | 28.09.1986 | 1        | 0        | 0        | 0        | 0        |          |
| 20                | Rafael García                | CF Atlas              | 14.08.1974 | 0        | 0        | 0        | 0        | 0        |          |
| 21                | Jesús Arellano               | CF Monterrey          | 08.05.1973 | 1        | 0        | 0        | 0        | 0        |          |
| 23                | Luis Ernesto Pérez           | CF Monterrey          | 12.01.1981 | 2        | 0        | 0        | 0        | 0        |          |
| Stürmer           |                              |                       |            |          |          |          |          |          |          |
| 9                 | Jared Borgetti               | Bolton Wanderers      | 14.08.1973 | 2        | 0        | 0        | 0        | 0        |          |
| 10                | Guillermo Franco             | FC Villarreal         | 03.11.1976 | 3        | 0        | 0        | 0        | 0        |          |
| 17                | Francisco Fonseca            | CD Cruz Azul          | 02.10.1979 | 4        | 1        | 1        | 0        | 0        |          |
| 19                | Omar Bravo                   | Deportivo Guadalajara | 04.03.1980 | 3        | 2        | 0        | 0        | 0        |          |
| Trainer           |                              |                       |            |          |          |          |          |          |          |
|                   | Ricardo La Volpe             |                       | 06.02.1952 |          |          |          |          |          |          |

## Quartier der Mannschaft
Das Quartier der Mannschaft war das Hotel Freizeit In in Göttingen, Trainingsplatz das Jahnstadion im lokalen Sportpark.

## Spiele Mexikos
| Rang | Land     | Tore | Punkte |
| ---- | -------- | ---- | ------ |
| 1    | Portugal | 5:1  | 9      |
| 2    | Mexiko   | 4:3  | 4      |
| 3    | Angola   | 1:2  | 2      |
| 4    | Iran     | 2:6  | 1      |

### Vorrunde
- Sonntag, 11. Juni 2006, 18 Uhr in Nürnberg
 Mexiko –  Iran 3:1 (1:1)

Die Mannschaft aus dem Iran hatte das Spiel offensiv begonnen und den Mexikanern so einige Schwierigkeiten bereitet. Doch der Führungstreffer gelang den Mexikanern. Nach einem von Pavel Pardo getretenen Freistoß und einem anschließenden Kopfball von Guillermo Franco traf Omar Bravo in der 29. Minute aus einer Entfernung von vier Metern zum 1:0 für „El Tri“. Der Iran ließ sich davon nicht beirren und intensivierte seine Angriffe. In der 36. Minute gelang Yahya Golmohammadi der Ausgleichstreffer. Nach der Pause trat Mexiko deutlich offensiver auf. Es dauerte aber bis zur 76. Minute, ehe Bravo nach einer Vorlage von Zinha erneut die Führung gelang. Nur drei Minuten später köpfte Zinha eine Flanke von Mario Méndez ins Tor und stellte den 3:1-Endstand her. Es sollte jedoch der einzige WM-Sieg der Mexikaner auf deutschem Boden bleiben.
- Freitag, 16. Juni 2006, 21 Uhr in Hannover
 Mexiko –  Angola 0:0

Die Mexikaner spielten erschreckend ideenlos und wirkten durch die imposante Kulisse mit schätzungsweise 30.000 mexikanischen Fans eher gehemmt denn beflügelt. So erwies sich der fulminante Schuss von Carlos Salcido aus rund 20 Metern Torentfernung gleich zu Beginn der Partie schon bald als Strohfeuer. Nachdem ein von Rafael Márquez in der 14. Minute getretener Freistoß am Pfosten gelandet war, wurden die „Schwarzen Antilopen“ mutiger, doch im Abschluss agierten Paulo Figueiredo (23.) und Antonio Mendonça (26.) zu ungenau. Unmittelbar vor dem Pausenpfiff wehrte Angolas Torhüter João Ricardo einen Schuss von Guillermo Franco aus nächster Nähe ab. Auch in der zweiten Halbzeit bewahrte Ricardo, der zum „Player of the Match“ gewählt wurde, seine Mannschaft mehrfach vor dem drohenden Rückstand und hatte am Schluss das „Glück des Tüchtigen“, als Omar Bravo in der 89. Minute noch einmal den Pfosten traf.
- Mittwoch, 21. Juni 2006, 16 Uhr in Gelsenkirchen
 Portugal –  Mexiko 2:1 (2:1)

Um sich aus eigener Kraft für das Achtelfinale zu qualifizieren, hätte Mexiko gegen Portugal punkten müssen. Einen Sieg hätte „El Tri“ gebraucht, um selbst Gruppensieger zu werden und somit dem „Angstgegner“ Argentinien aus dem Weg zu gehen. Doch obwohl Portugals Trainer Scolari auf einige seiner Stars wie Cristiano Ronaldo, Deco und Pauleta verzichtete und Mexiko einen furiosen Start hinlegte, ging die bis dahin zurückhaltende portugiesische Mannschaft in der sechsten Minute überraschend in Führung. Nach einem Dribbling passte Simão auf Maniche, der mit einem trockenen Schuss aus zehn Meters ins rechte Toreck traf. Der Rückstand verunsicherte die Mexikaner, deren Aktionen in der Folge häufig überhastet waren und einen geordneten Spielaufbau unterbanden. Nach einem Handspiel von Kapitän Márquez im Strafraum und dem dafür fälligen Elfmeter erhöhte Simão in der 24. Minute auf 2:0 für Portugal. Fünf Minuten später gelang Fonseca nach einem von Pardo getretenen Eckstoß per Kopfball der Anschlusstreffer. Der Flankengeber Pardo hatte seinerseits unmittelbar vor dem Pausenpfiff die Chance zum Ausgleich, doch Portugals Schlussmann Ricardo rettete mit einer Glanzparade. In der zweiten Halbzeit drängten die Mexikaner auf den Ausgleich. Die beste Gelegenheit bot sich nach einem in der 57. Minute zugesprochenen Elfmeter, nachdem Miguel Luis Pérez zu Fall gebracht hatte. Doch Bravo jagte den Ball über das Tor. Weil das Parallelspiel unentschieden endete, qualifizierte sich „El Tri“ als Gruppenzweiter doch noch für das Achtelfinale.

### Achtelfinale
- Samstag, 24. Juni, 21 Uhr in Leipzig
 Argentinien –  Mexiko 2:1 n. V. (1:1, 1:1)

Zunächst nahmen die Mexikaner das Geschehen in die Hand und kamen schon früh zur ersten Chance, als Jared Borgetti einen Kopfball knapp über die Torlatte setzte. In der sechsten Minute wurde der Druck der Mexikaner belohnt. Castro verlängerte per Kopf einen von Pardo getretenen Freistoß auf seinen Kapitän Rafael Márquez, der den Führungstreffer für „El Tri“ erzielte. Argentinien war sichtlich geschockt, kam aber unverhofft zum Ausgleich, als Borgetti in der zehnten Minute einen von Riquelme getretenen Eckstoß mit dem Kopf ins eigene Tor bugsierte. In den nächsten zwanzig Minuten entwickelte sich ein temporeiches Spiel zweier gleichwertiger Gegner mit je einer Großchance für Hernán Crespo, der in der 23. Minute einen Lupfer aus sechs Metern neben das Tor abschloss, und Borgetti, der wenige Minuten später einen Fernschuss knapp über das Tor setzte. In der zweiten Hälfte gewannen die Argentinier allmählich die Oberhand und kamen nach einer knappen Stunde zur bislang größten Möglichkeit, als Javier Saviola nach Pass von Riquelme aus acht Metern frei vor Oswaldo Sánchez zum Abschluss kam, aber am mexikanischen Schlussmann scheiterte. Gegen Ende des Spiels kamen beide Mannschaften noch zu jeweils einer guten Möglichkeit. Zunächst köpfte Francisco Fonseca eine Flanke von Gonzalo Pineda knapp neben das Tor (86.) und anschließend schloss Lionel Messi einen Pass von Carlos Tévez ins leere Tor ab. Doch dem Treffer wurde – wegen vermeintlicher Abseitsstellung – zu Unrecht die Anerkennung verweigert. Die Entscheidung zu Gunsten der Gauchos fiel durch ein Traumtor in der achten Minute der Verlängerung: Maxi Rodríguez stoppte einen Flankenball von Sorín am Strafraumeck mit der Brust, ließ ihn abtropfen und verwandelte ihn mit einem strammen Schuss aus der Drehung in den Winkel.